# Vennbahn
La Vennbahn (pronuncia tedesca: [ˈfɛnbaːn], letteralmente "Ferrovia delle Fagnes", in tedesco chiamate Venn) è una linea ferroviaria dismessa, costruita parzialmente in quello che all'epoca era territorio tedesco dalle Ferrovie dello Stato Prussiane (Preußische Staatseisenbahnen); nel ventunesimo secolo si trova completamente in Belgio perché la sede dei binari, insieme alle stazioni e alle altre strutture, divenne territorio belga nel 1919 secondo quanto previsto dal Trattato di Versailles.
Ciò ebbe come conseguenza la creazione di sei piccole exclavi tedesche ad ovest del tracciato ferroviario. Il trattato (non la posizione del tracciato di per sé) creò anche una piccola contro-enclave belga, un'isola di traffico in un incrocio stradale tedesco vicino a Fringshaus.

## Tracciato
La tratta ferroviaria, che presentava uno scartamento normale, correva per circa 75 chilometri attraverso le Hautes Fegnes (Hohes Venn in tedesco) a sud di Aquisgrana. Manteneva la direzione sud rispetto ad Eupen, passando per Raeren (dove si trovava il deposito dei treni), Monschau (Montjoie in francese) e Malmedy, fino a Trois-Ponts, con un ramo di 20 km (12 mi) in direzione est da Oberweywertz a Bütgenbach e Losheim. Presso Eupen si connetteva con la linea diretta ad Herbesthal, dove si univa all'arteria principale Bruxelles-Colonia. A Trois-Ponts si agganciava alla tratta Liegi-Lussemburgo.

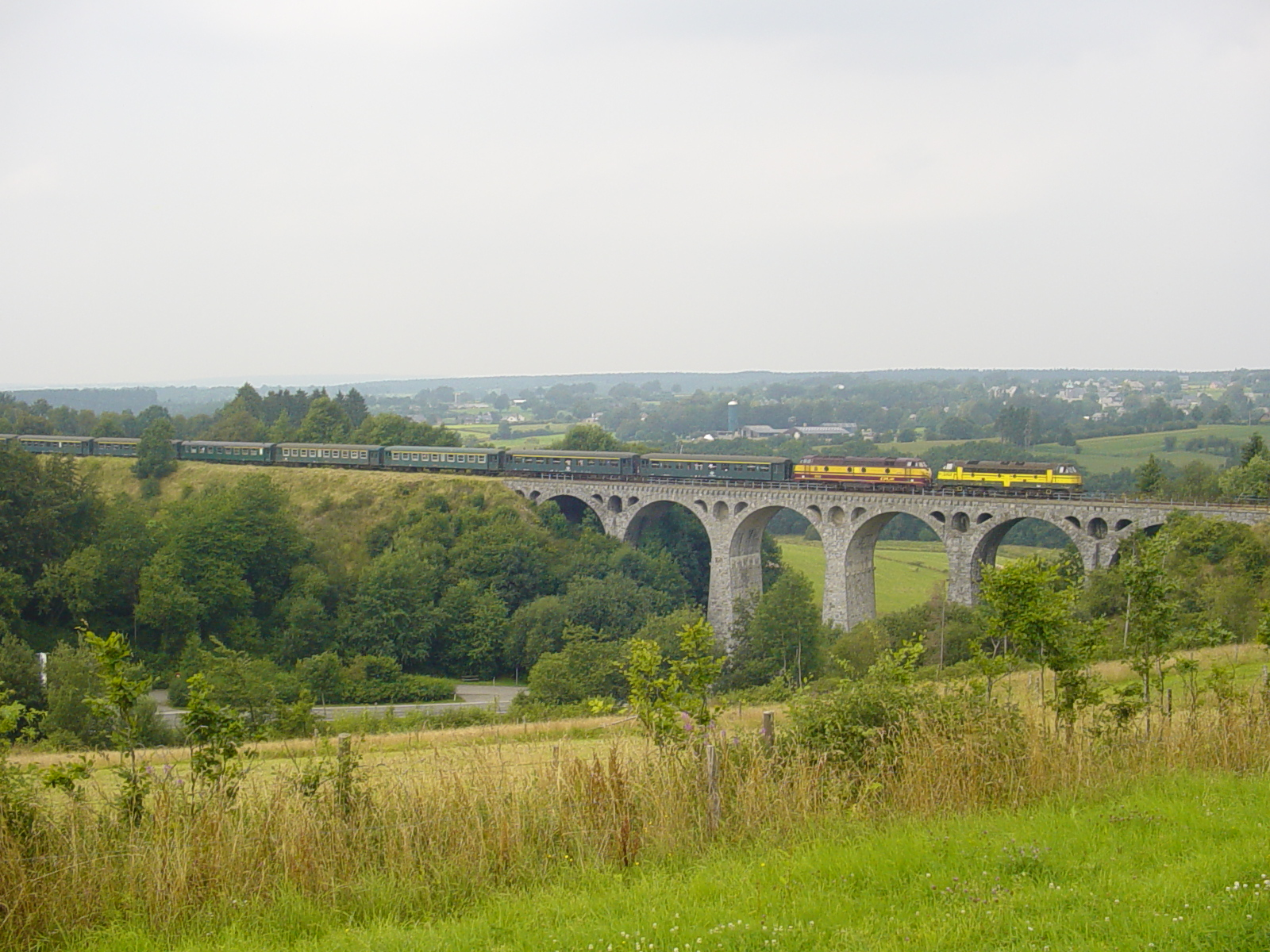
Viadotto della Vennquerbahn vicino a Bütgenbach, in provincia di Liegi

## Storia
La linea fu costruita per il trasporto di ferro e carbone. La sezione della tratta da Aquisgrana a Monschau fu inaugurata il 30 giugno 1885. La sezione da Raeren ad Eupen fu aperta il 3 agosto 1887. Il collegamento a Walheim fu inaugurato il 21 dicembre 1889.
Il 18 maggio 1940 Adolf Hitler riannesse l'area al Reich tedesco, facendo "trionfalmente" ritornare in servizio la Vennbahn come linea pienamente tedesca il 2 giugno 1940. Ciononostante, in seguito alla sconfitta della Germania nel 1945, venne ripristinata la situazione prebellica.

### Operatività
Negli ultimi anni, fino alla fine del 2001, la Vennbahn operò come linea turistica, impiegando anche delle locomotive a vapore. Queste furono poi ritirate a causa della mancanza di fondi per il mantenimento della tratta. Parte del tracciato tra Kalterherberg e Sourbrodt viene ora utilizzato dalle draisine.
Nel 2008, con la Vennbahn non più operativa, si discusse la possibilità che il Belgio restituisse il territorio su cui scorre la tratta alla Germania, il che avrebbe comportato la riunificazione delle exclavi col territorio tedesco. Tuttavia i ministri degli esteri dei due Paesi hanno dichiarato che la sede dei binari, seppur dismessa, rimarrà territorio belga e pertanto le exclavi tedesche rimarranno tali.
Il 4 dicembre 2007 è iniziato lo smantellamento della tratta ormai in disuso; a settembre 2008 il tracciato è stato completamente rimosso da Trois-Ponts a Sourbrodt.

## Enclavi ed exclavi
| Nome            | Area (km²) | Exclave di                                                                                                   | Resa un'enclave da                      | Coordinate           | Note |
| --------------- | ---------- | --- | --------------------------------------- | -------------------- | --- |
| Münsterbildchen | 1,826      | (land della Renania Settentrionale-Vestfalia – regione urbana di Aquisgrana – comune di Roetgen)             | (provincia di Liegi – comune di Raeren) | 50°39′36″N 6°11′24″E | A ovest del tracciato belga della Vennbahn; enclave tedesca più settentrionale, presenta diverse attività industriali e magazzini. |
| Roetgener Wald  | 9,98       | (land della Renania Settentrionale-Vestfalia – regione urbana di Aquisgrana – comuni di Roetgen e Simmerath) | (provincia di Liegi)                    | 50°38′12″N 6°14′32″E | Parte occidentale di Lammersdorf, parte orientale di Roetgen, e interposta alla foresta di Rötgen (Forst Rötgen); situata a ovest e a sud del tracciato della Vennbahn. Dal 1922 al 1958 la porzione centrale (tra Grenzweg e un confine con tre punti di svolta ad ovest del torrente Schleebach) era territorio belga. Fino al 1949, la strada in direzione est-ovest che connetteva le due porzioni esterne tedesche era anch'essa territorio tedesco; pertanto il territorio tedesco costituiva un'enclave dalla forma particolare (che includeva anche la strada per Konzen). Nel 1949, fu scissa in due enclavi quando la Germania cedette le strade al Belgio; nel 1958, il Belgio restituì la strada in direzione est-ovest e cedette inoltre la sezione centrale dell'enclave attuale alla Germania. |
| Rückschlag      | 0,016      | (land della Renania Settentrionale-Vestfalia – regione urbana di Aquisgrana – città di Monschau)             | (provincia di Liegi – comune di Eupen)  | 50°35′52″N 6°14′53″E | Parte della città di Monschau, a ovest del tracciato della Vennbahn; è l'enclave tedesca più piccola, costituita da una casa con giardino. |
| Mützenich       | 12,117     | (land della Renania Settentrionale-Vestfalia – regione urbana di Aquisgrana – città di Monschau)             | (provincia di Liegi)                    | 50°33′54″N 6°13′05″E | A ovest del tracciato belga della Vennbahn. |
| Ruitzhof        | 0,937      | (land della Renania Settentrionale-Vestfalia – regione urbana di Aquisgrana – città di Monschau)             | (provincia di Liegi)                    | 50°31′29″N 6°11′39″E | Parte della città di Monschau, a ovest del tracciato della Vennbahn; è l'enclave più meridionale dal 1949 (quando il Belgio assorbì l'enclave di Hemmeres). |

Enclavi della Vennbahn esistite in passato:
- Hemmeres, (1922–1949), circondata da territorio belga, era la sesta e la più meridionale delle enclavi create nel 1922; vi erano presenti cinque abitazioni.[12] La linea ferroviaria subì gravi danni nel corso della Seconda Guerra Mondiale e non fu più ricostruita. Cessò di essere un'enclave quando fu annessa dal Belgio nel 1949. Hemmeres fu riassorbita nella Germania Ovest il 28 agosto 1958, in seguito ad un accordo col Belgio.
- Roetgener Wald costituì due enclavi dal 1949 al 1958. A differenza della sua configurazione attuale, l'enclave tedesca nel 1922 si presentava di area minore in quanto la porzione centrale (tra Grenzweg e un confine con tre punti di svolta ad ovest del torrente Schleebach) era territorio belga.[13] Poiché la strada collegante le due porzioni tedesche esterne (autostrade 258/399) fu territorio tedesco fino al 1949, il territorio tedesco costituiva un'enclave. Ne faceva inoltre parte la strada intersecante in direzione nord-sud da Fringshaus a Konzen (diventata poi l'autostrada B258, che non è connessa con la rete stradale belga[14]). Nel 1949 il Belgio acquisì queste strade, rendendo l'enclave due enclavi distinte per i successivi nove anni. Nel 1958 il Belgio cedette la sezione centrale del territorio alla Germania Ovest, insieme all'adiacente strada di collegamento in direzione est-ovest.[15] Questo determinò la creazione di un'unica enclave più grande nella sua forma attuale. L'autostrada B258 è l'unica porzione di territorio facente un tempo parte dell'enclave di Roetgener Wald che non fa più parte dell'enclave.
- Il Belgio ebbe una contro-enclave vicino a Fringshaus dal 6 novembre 1922 al 23 aprile 1949, mentre la Germania possedeva le vie di comunicazione che facevano parte dell'enclave di Roetgener Wald. Queste strade si incontravano presso un'isola di traffico a nord di Fringshaus, con l'isola stessa ampia 2279 m² facente parte del Belgio. Questa contro-enclave scomparve nel 1949 quando il Belgio annetté le strade tedesche che si intersecavano presso l'isola di traffico. Nel 1958, quando il Belgio restituì la strada in direzione est-ovest alla Germania, anche quest'isola di traffico divenne parte dell'enclave di Roetgener Wald.